# Schubabschaltung

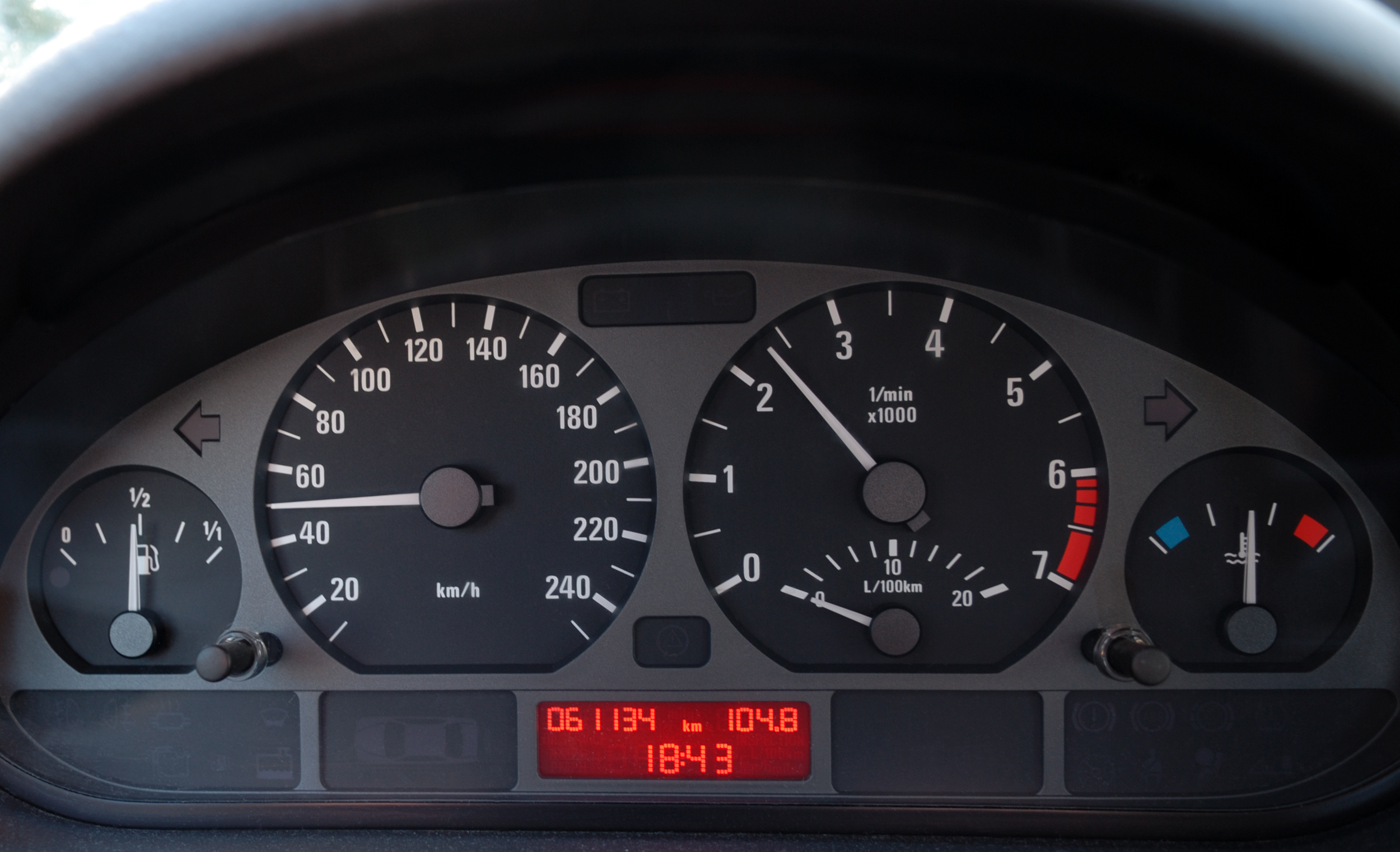
Instrumentenanzeige eines 3er BMW E46 während einer Schubabschaltung (erkennbar im Drehzahlmesser an der Momentanverbrauchsanzeige 0,0 l/100 km während der Fahrt sowie an der vom eingelegten Gang und der Geschwindigkeit abhängigen Motordrehzahl, so lange diese noch über der Ansprechschwelle der Schubabschaltung liegt)

Schubabschaltung ist eine beabsichtigte, temporäre Unterbrechung der Kraftstoffzufuhr in einem Verbrennungsmotor, wenn dieser sich im Schubbetrieb befindet, jenem Betriebszustand, in dem er keine Leistung abgeben soll, sondern durch die in Schwung befindliche Fahrzeugmasse geschleppt wird.

## Technischer Hintergrund
Im Schubbetrieb eines als Fahrzeugantrieb eingesetzten Verbrennungsmotors ist es – obwohl Luftdurchsatz vorhanden ist – nicht erforderlich, Kraftstoff zuzugeben, da die Bewegung des Motors durch die über den Antriebsstrang aufgezwungene Drehung aufrechterhalten wird. Erst knapp oberhalb der Leerlaufdrehzahl ist wieder Energiezufuhr durch Kraftstoffzugabe notwendig, damit der Motor nicht stehenbleibt und abstirbt.
Eine Schubabschaltung wurde zuerst bei Dieselmotoren eingesetzt, wobei die Einspritzpumpe die Kraftstoffförderung abschaltet, wenn der Drehzahlregler aktiv und die Motordrehzahl zu groß war. Das trat in der Regel dann ein, wenn man das Gaspedal nicht betätigt hatte und der Motor vom Fahrzeug geschoben wurde. Beim Ottomotor wurde die Schubabschaltung zunächst bei manchen Zweitaktmotoren eingesetzt, weil in dem Fall bei Schubbetrieb und weiter zündendem Motor die Gefahr einer Mangelschmierung besteht. Beispielsweise hatten zu diesem Zweck Motorräder von MZ in den 1960er Jahren Gasgriffe, die sich über die Null-Stellung hinaus zurückdrehen ließen, um den Kraftstofffluss vollständig zu unterbrechen. Seit den 1970er-Jahren wird die Schubabschaltung auch bei Viertaktmotoren in Einspritzanlagen verwendet, beispielsweise bei der 1979 eingeführten Motronic. Dabei werden oberhalb einer Motordrehzahl von ca. 1100–1400/min (abhängig von den Parametern Motortemperatur, Drehzahltendenz und Drosselklappen- bzw. Gaspedalstellung) die Einspritzventile nicht mehr angesteuert und so die Kraftstoffzufuhr abgeschaltet. Bei kontinuierlichen Einspritzungen wie beispielsweise der K-Jetronic erfolgte die Schubabschaltung durch ein Umgehen des Luftmengenmessers per Bypassventil, woraufhin aufgrund der gemessenen Luftmenge „null“ auch kein Kraftstoff mehr zugemessen wird.
Im Wesentlichen dient die Schubabschaltung der Kraftstoffeinsparung. Sie kommt zum Tragen, wenn man die Geschwindigkeit verringern muss und dabei den Motor als Bremse nutzen kann (Motorbremse). Die Entsprechung nennt man Schubbetrieb. Dabei darf man nicht die Kupplung betätigen, da dann der Motor vom Antriebsstrang getrennt wird und wieder Kraftstoff verbraucht. Es ist dann zwar relativ wenig, aber immer noch deutlich mehr als bei der Nutzung der Schubabschaltung. Eine Kraftstoffeinsparung erreicht man daher durch vorausschauende Fahrweise, indem das Gas rechtzeitig komplett zurückgenommen wird und man möglichst spät bremst. So schont man die Bremsbeläge und spart ein wenig Kraftstoff. Ist eine Verzögerung unerwünscht oder deren Erfordernis sehr lange vorher absehbar, empfiehlt sich zur weiteren Kraftstoffersparnis, vor dem Schubbetrieb ein Leerlaufsegeln voranzusetzen (war 2014 z. B. in den Automatikgetriebe DSG von VW oder S-Tronic von Audi automatisch gesteuert).
Während des Schubbetriebs ist die Motordrehzahl und die aller damit fest verbundenen Anbausysteme wie Lichtmaschine und Klimakompressor höher als im Leerlauf. Die Motorbremse baut daher die Bremsenergie nicht alleine durch Kompressionsarbeit im Verbrennungsmotor ab. Ein erhöhter Teil wird insbesondere in Verbindung mit einem intelligenten Energiemanagement auch in Batterie und Verdampfer der aktiven Klimaanlage rekuperiert, was später zur entsprechenden Motorentlastung mit weiterer Ersparnis führt.
Bei modernen Fahrzeugen mit einer Anzeige des momentanen Kraftstoffverbrauchs kann man den Unterschied zwischen Leerlauf und Schubabschaltung sehr gut beobachten. Bei aktivierter Schubabschaltung sollte die Anzeige 0,0 l/100 km anzeigen, im Leerlauf 0,5–2,0 l/h (während der Fahrt umgerechnet in l/100 km).
Bei einem kalten Verbrennungsmotor besteht während geöffneter Kraftstoffzufuhr ohne Leistungsabnahme (z. B. während des Warmlaufenlassens oder des Leerlaufsegelns) die latente Gefahr, dass Kraftstoff an Kolben- und Zylinderoberflächen kondensiert und dabei den schmierenden Motorölfilm abwäscht. Neben der Vermeidung von Kaltlauf ohne Leistungsabnahme ist auch der Schubbetrieb eine geeignete Maßnahme, um die Kondensation von Kraftstoff zu verhindern und vorzeitigen Motorschäden vorzubeugen.

## Nachteile
Bei einem Ottomotor mit Drei-Wege-Katalysator wird durch das Schubabschalten die Sauerstoff-Bilanzierung gestört und es kann beim Wiedereinsetzen der Verbrennung zu höheren NOx-Emissionen kommen. Als Abhilfe wird der Motor nach einem Schubabschalten kurz mit fettem Gemisch betrieben. Da dies oft bei einem Lastwechsel geschieht, ist die exakte Gemischsteuerung schwierig.
Bei langen Schubphasen kann es sowohl beim Diesel- als auch beim Ottomotor zum Auskühlen der Katalysatoren (Drei-Wege, Oxidation, SCR) kommen.

## Andere Formen der Schubabschaltung
Neben der Schubabschaltung durch Unterbrechung der Kraftstoffzufuhr gab es bei Zweitaktmotoren auch eine Schubabschaltung durch automatische Unterbrechung der Zündung im Schubbetrieb, bei weiterlaufendem Kraftstoff-Ölgemisch. Dies sollte die Schmierung des Motors verbessern. Zweck der Schubabschaltung war in dem Fall nicht die Kraftstoffeinsparung, sondern das Unterdrücken von unregelmäßigen Zündungen.